# Anna Held

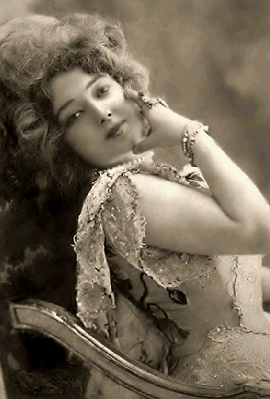
Anna Held

Helene Anna Held (Warschau, 18 maart 1873 - New York, 12 augustus 1918) was een Amerikaans actrice en zangeres van Poolse herkomst. Ze werd vooral bekend door haar optreden in vaudeville-achtige producties en Broadway-musicals.

## Leven

#### Vroege leven
Anna Held werd in Warschau geboren als dochter van een Franse vader en een Duitse moeder, van Joodse herkomst. Ze dreven een kleine onderneming in handschoenen maken. In 1881 vertrokken ze, op de vlucht voor antisemitische pogroms, naar Parijs, waar ze met het handschoenen maken niet meer in hun levensonderhoud konden voorzien. Haar vader ging werken als conciërge, haar moeder vond een baantje in een restaurant en zelf begon Anna te werken in een kledingatelier. Soms zong ze ook in cafés, als bijbaantje.

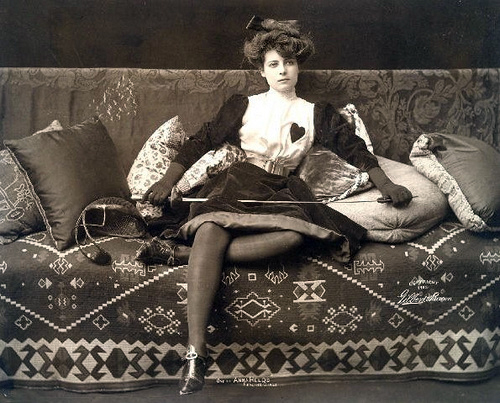
Held in een typerende pose, met deels ontblote benen

#### Zangeres-actrice
Na de dood van haar vader in 1884 vertrok Held met haar moeder naar Londen, waar ze begon op te treden (zingen en acteren) voor het Jiddisch theater van Jacob Adler. Vanaf die tijd zou haar leven definitief in het teken staan van het theater. Mede door haar levendige, aimabele persoonlijkheid, maar ook vanwege haar flirterige gedrag met altijd rollende ogen, zou haar ster snel reizen. Haar stijl was koket en uitdagend suggestief. Spraakmakend waren haar strak getailleerde korsetten en relatief korte rokken, waarbij ze vaak aanzienlijk meer van haar benen liet zien dan toentertijd betamelijk werd gevonden.

#### Huwelijk, Ziegfeld
Na de dood van haar moeder keerde Held terug naar Parijs, waar ze met veel succes optrad in café chantants. In 1894 trouwde ze met de vijftigjarige Uruguayaanse playboy Maximo Carrera, met wie ze een dochter kreeg, Liane (1895-1988), die ze in een klooster liet opvoeden. Het huwelijk gaf haar meteen ook een excuus om zich te bekeren tot het katholieke geloof, waarna ze haar Joodse afkomst min of meer zou verloochenen. Voortaan zou ze zich steeds blijven voordoen als Franse van geboorte. In Engeland en later Amerika sprak ze ook altijd met een zwaar Frans accent.
In 1896, inmiddels befaamd in de Parijse en Londense theaters, ontmoette ze tijdens een optreden in Londen de rijke impresario Florenz Ziegfeld, die haar vroeg naar New York te komen. Het huwelijk met Carrera, die veel gokte, was inmiddels een mislukking gebleken en ze besloot in haar eentje op Ziegfelds aanbod in te gaan. In september van dat jaar had ze haar debuut in het Herald Square Theatre op Broadway, in 'A Parlor Match', een grote Broadway-musical. Het lied 'Won't You Come and Play With Me?' werd een nationale 'hit'. Vanuit het niets behoorde ze opeens tot de grootste sterren van New York. In de periode tot 1909 zou ze voortdurend hoofdrollen vertolken in grote Broadway-musicals, met hoogtepunten in 'The Parisian Model' (1905) en 'Miss Innocence' (1908). Vaak schreef ze zelf teksten voor de songs.

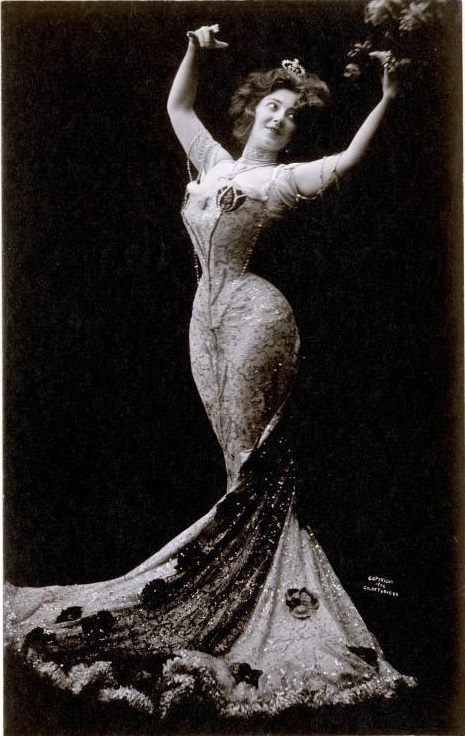
Held op de bühne, met haar fameuze smalle taille

#### Weelde, Ziegfeld Follies
Ziegfeld en Held zouden al snel een relatie krijgen en beschouwden zich vanaf 1897 als getrouwd, hoewel ze dat nooit ceremonieel bekrachtigden. Anna liet zich de weelde van Ziegfelds rijkdom welgevallen en leidde een spraakmakend flamboyant leven. Voortdurend haalde ze de kranten en stond ze in tijdschriften. Ze rookte sigaren, deed aan paardenrennen, reed auto en was een enthousiast fietser, allemaal in een tijd dat dat nog verre van gewoon was, zeker voor vrouwen. De feesten die ze organiseerde waren exuberant. Gezegd werd dat ze baden nam in melk en champagne.
Held bleef echter ook zakelijk met Ziegfeld meedenken en naar verluidt was zij het die voor hem het format bedacht van de Ziegfeld Follies, een uitdagende revue, die vanaf 1907 tientallen jaren een begrip zou blijven op Broadway, en uiteindelijk ook Ziegfelds naam zou vereeuwigen. Ook zelf zou ze in de beginperiode meermaals optreden in de 'Follies'.

#### Breuk met Ziegfeld, late carrière
Vanaf 1909 zou Ziegfeld Held openlijk ontrouw worden. Zijn avances met showgirl Lilliane Lorraine leidden tot een breed door de pers uitgemeten schandaal en tot veel hartzeer bij Held (toen ze hem eens een nieuwe start voorstelde kreeg ze ‘en public’ als antwoord: 'Je steekt een dode sigaret geen tweede keer aan'). In 1912 gingen ze uit elkaar, waarna Ziegfeld in 1914 in het huwelijk zou treden met actrice Billie Burke. Held zette haar carrière vervolgens op eigen kracht voort. Tijdens de Eerste Wereldoorlog verzorgde ze diverse vaudeville-optredens voor geallieerde soldaten in Frankrijk. In 1916 kreeg ze de hoofdrol in de komische speelfilm 'Madame la Presidente' van Frank Lloyd. Korte tijd later maakte ze een succesvolle comeback op Broadway in de musical 'Follow me' van de Shubert Brothers, rivalen van Ziegfeld, tot woede van de laatste.

#### Overlijden, film
In 1917 ging de gezondheid van Held plotseling snel achteruit. Tijdens de landelijke tour van 'Follow me' zakte ze op een gegeven moment op het podium in elkaar. Uiteindelijk werd de ziekte van Kahler gediagnosticeerd en een jaar later, in 1918, overleed ze, mogelijk ook aan kanker, 46 jaar oud.
In 1936 kreeg actrice Luise Rainer de Oscar voor beste actrice voor haar rol als Anna Held in de Hollywoodfilm The Great Ziegfeld, welke tevens werd onderscheiden met de Oscar voor de beste film. Nog tot ver na de Tweede Wereldoorlog zou de bekendheid van Held sterk geassocieerd worden met deze film.